# Miłkowice
Miłkowice è un comune rurale polacco del distretto di Legnica, nel voivodato della Bassa Slesia.
Ricopre una superficie di 86,37 km² e nel 2004 contava 6 118 abitanti.